# Museo de Semana Santa de Zamora

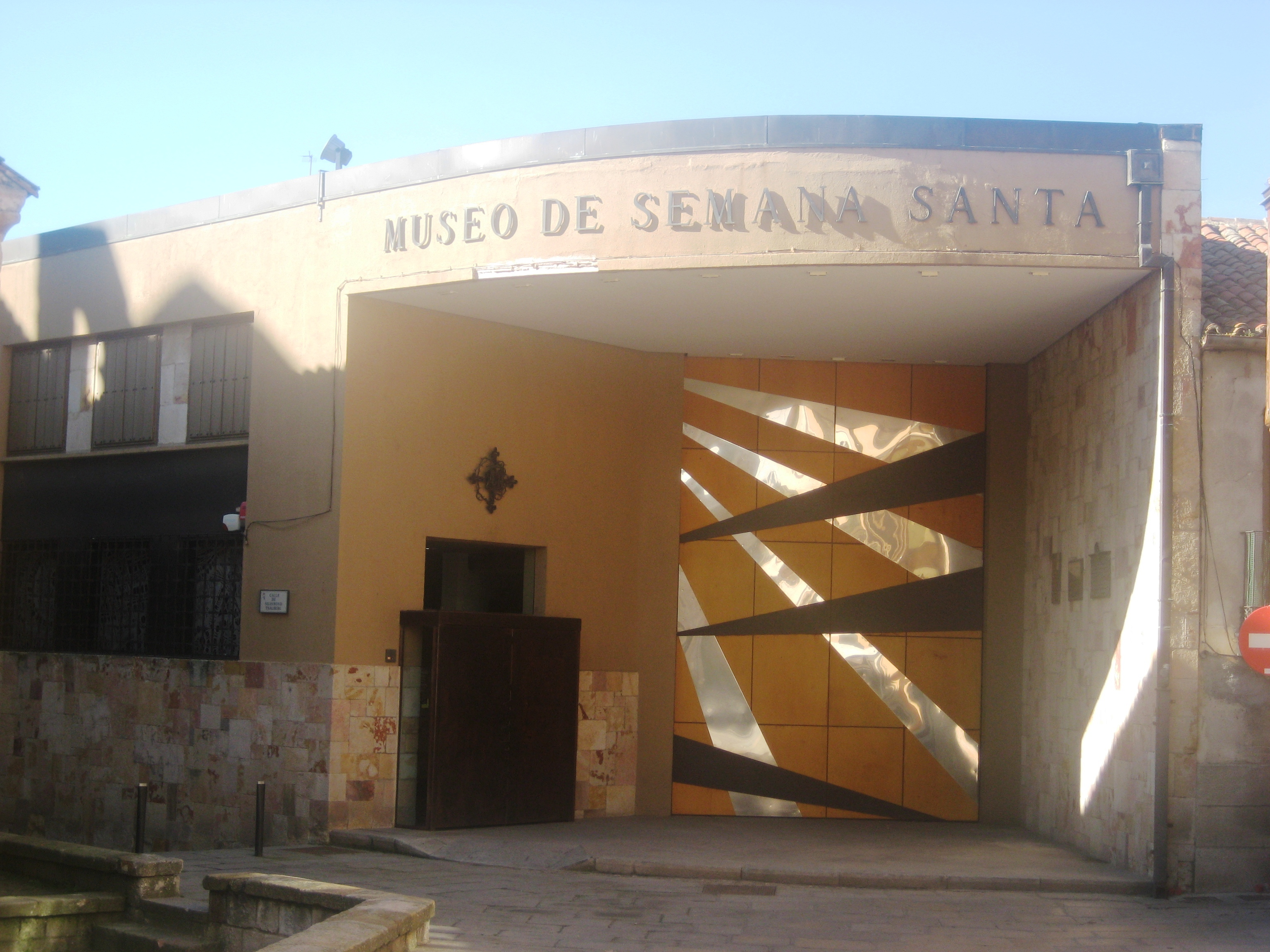
Museo de Semana Santa

Das Museo de Semana Santa (deutsch Museum der Heiligen Woche) in Zamora, der Hauptstadt der gleichnamigen Provinz in der Autonomen Region Kastilien-León in Spanien, wurde 1964 von der Junta Pro Semana Santa begründet. Im Jahr 1994 wurde der Neubau an der Plaza de Santa María la Nueva mit einer Ausstellungsfläche von 900 m² eröffnet.

## Ausstellung
Das Museum, der Feier der Semana Santa in der Stadt Zamora gewidmet, zeigt anhand von originalen Objekten, die von den Bruderschaften (spanisch Hermandades) stammen, den Ablauf der Karwoche. Insgesamt sind 37 Figurengruppen zu sehen. 